# Acrefeu
Acrefeu (en grec antic Ἀκραιφεύς transliterat Akraifeús) fou fill d'Apol·lo, i se li atribueix la fundació de la ciutat de Acrèfia a Beòcia.